# Große Synagoge (Krynki)
Koordinaten: 53° 15′ 46,8″ N, 23° 46′ 26,4″ O

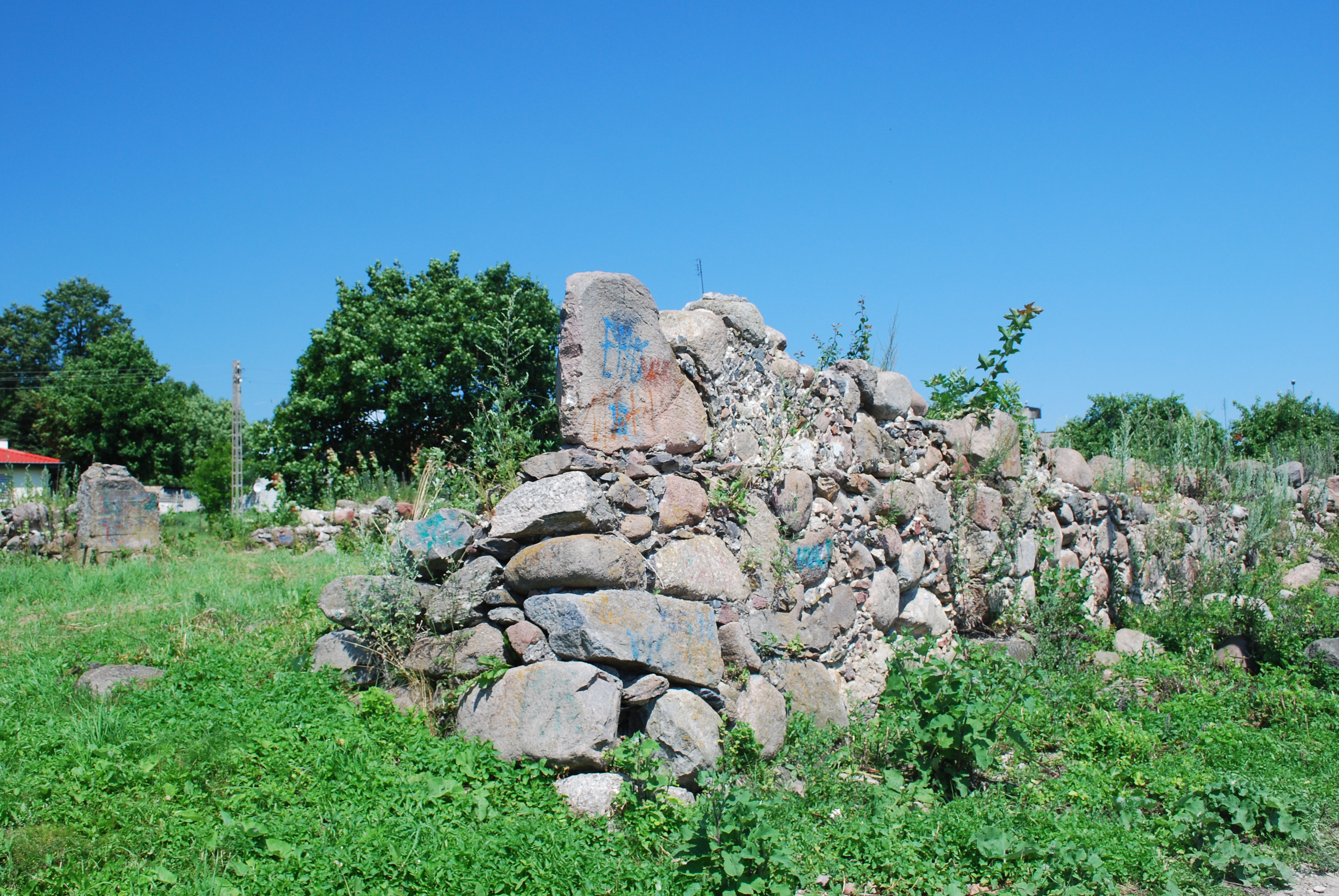
Mauerreste der Großen Synagoge in Krynki

Die Große Synagoge in Krynki, einer polnischen Stadt in der Woiwodschaft Podlachien, wurde im 19. Jahrhundert errichtet. Die Reste der Synagoge sind als Kulturdenkmal geschützt.
Die Synagoge wurde während der deutschen Besatzung im Zweiten Weltkrieg zerstört.